# Greigia sylvicola
Greigia sylvicola Standl. è una pianta della famiglia delle Bromeliacee, diffusa a Panama e in Costa Rica.